# Carson megye
Carson megye az Amerikai Egyesült Államokban, azon belül Texas államban található. Megyeszékhelye és legnagyobb városa Panhandle. Lakosainak száma 5807 fő (2020. április 1.). Carson megye Armstrong, Potter, Moore, Hutchinson, Roberts, Gray, Donley és Randall megyékkel határos.

## Népesség
A megye népességének változása:
| Lakosok száma | 6166 | 6268 | 6127 | 6010 | 5969 | 5807 |
|               | 2010 | 2011 | 2012 | 2013 | 2015 | 2020 |